# Discípulos del Señor
La Congregación de los Discípulos del Señor (oficialmente en latín: Congregatio Discipulorum Domini; cooficialmente en chino tradicional, 天主教主徒會) es una congregación religiosa clerical, de vida apostólica y de derecho diocesano, fundada por el cardenal italiano Celso Costantini, en el vicariato apostólico de Süanhwafu de la provincia de Hebei (China septentrional), el 4 de enero de 1927. A los religiosos de este instituto se les conoce como discípulos del Señor y posponen a sus nombres las siglas C.D.D.

## Historia
La congregación fue fundada por Celso Costantini, siendo delegado pontificio en China, en el distrito de Xuanhua (antiguamente, Süanhwa), en Zhangjiakou, el 4 de enero de 1927. Su fundación recibió la aportación de los redentoristas españoles, que fueron invitados por Pío XI. Costantini desarrolló su misión en China, donde fundó varias escuelas, asociaciones, parroquias y una universidad católica y el propósito de la nueva congregación era apoyar dicha misión, a través de la formación de vocaciones nativas. El 31 de marzo de 1931 la obra recibió la aprobación diocesana de parte del obispo Peter Tcheng del vicariato apostólico de Süanhwafu. Luego de la toma del poder por parte de Mao Zedong, en 1949, la sede de la congregación se trasladó a Taipéi.

## Organización
La Congregación de los Discípulos del Señor es una organización religiosa internacional de gobierno centralizado y de derecho diocesano. El gobierno es ejercido por un superior general. La curia general se encuentra en la ciudad de Taipéi (Taiwán).
Los discípulos del Señor se dedican a las misiones, especialmente entre las poblaciones autóctonas, atraiéndolos al cristianismo, a través de la inculturación, es decir tomando los elementos culturales de las diversos lugares donde se encuentran y que no sean contrarios a la fe cristiana. Están presentes en Canadá, Indonesia, Malasia, Singapur y Taiwán.